# Dźwiniacz Górny
Dźwiniacz Górny is een plaats in het Poolse district  Bieszczadzki, woiwodschap Subkarpaten. De plaats maakt deel uit van de gemeente Lutowiska.
In 1938 telde de plaats 1549 inwoners.